# 曇鸞
曇鸞（どんらん、拼音: Tánluán）は、中国南北朝時代の僧である。中国浄土教の開祖とされる。
浄土宗では、「浄土五祖」の第一祖とされる。
浄土真宗では、七高僧の第三祖とされ「曇鸞大師」・「曇鸞和尚」と尊称する。

## 生涯
五台山の近く雁門郡広武県（中華人民共和国山西省忻州市代県）の生まれ。生没年は不明だが、おおよそ北魏後半から北斉時代の人と思われる。
出家して、龍樹系の四論（『中論』、『十二門論』、『大智度論』、『百論』）や『涅槃経』の仏性義を学んだ。ところが『大集経』（だいじっきょう）の注釈の最中に病に倒れ、不老長寿の術を茅山の陶弘景について学び「仙経」を得て帰る途中、洛陽で菩提流支に出会い、仏教にこそ不死の教えがあると諭され、『観無量寿経』を授けられた。そこで、曇鸞は「仙経」を焼き捨てて、浄土教に入り研鑚に勤め、并州の大巌寺に住し、後に石壁山（山西省呂梁市交城県）の玄中寺に入り、さらに汾州平遥山（山西省晋中市平遥県）の遥山寺に移って没した。勅によって汾西の大陵の文谷（山西省呂梁市文水県）に葬られた。

## 著作
『無量寿経優婆提舎願生偈註』
一般には、略して『浄土論註』、『往生論註』と呼び、『論註』とも呼ぶ。天親（世親）撰述の『無量寿経優婆提舎願生偈』（『浄土論』）の註釈書である。
正確には、『浄土論』自体が『無量寿経』の注釈書なので、復注釈書にあたる。
末法無仏の時代には、他力の信心による浄土往生による成仏以外にないと説いたもので、ことに下巻の末尾にすべてが他力のはたらきであると明快に論証する。このため、続く道綽・善導、さらに日本の源信・法然・親鸞はこの論書によって論を進めている。ことに親鸞の教義の根幹を成している。
『讃阿弥陀仏偈』
阿弥陀仏への讃美の偈文。「仏荘厳」で阿弥陀仏を、「菩薩荘厳」で浄土に生まれた衆生を、「国土荘厳」で極楽浄土を、美麗な文辞を以って賛嘆し、「結讃」で極楽浄土への帰依が、一切仏国土への帰依となると述べて、自身が阿弥陀一仏に帰命することを宣言する。

### 疑義のあるもの
『略論安楽浄土義』
伝統的に曇鸞の撰述に帰せられる浄土教の重要典籍であるが、流布の経緯から曇鸞の著作かどうかが疑われている。なお浄土真宗の開祖親鸞は自著においてこの著作を引用しない。